# けんびきょう座アルファ星
けんびきょう座α星（けんびきょうざアルファせい、α Microscopii、α Mic）は、けんびきょう座にある恒星である。視等級は概ね4.9等で、肉眼でみることができる。年周視差に基づいて推定した太陽からの距離は、およそ397光年で、約14.5 km/sの速さで太陽から遠ざかっている。

## 特徴
けんびきょう座α星は、進化の進んだG型巨星で、スペクトル型はG8 IIIとされる。年齢はおよそ3.6億年で、質量は太陽の3倍程度、半径は太陽の15倍程度と推定される。光度は太陽の170倍にもなり、有効温度は約4,923Kである。
また、けんびきょう座α星は二重星であり、南南東に約20秒離れた位置にジョン・ハーシェルが発見した10等星TYC 7465-1447-1と一緒に、重星カタログに登録されている。しかし、2つの恒星は見かけ上だけの関係で、両者の間に物理的な結び付きはないとみられる。